# Ваља Салчеј (Бакау)
Ваља Салчеј (рум. Valea Salciei) насеље је у Румунији у округу Бакау у општини Вултурени. Oпштина се налази на надморској висини од 260 m.

## Становништво
Према подацима из 2002. године у насељу је живело 54 становника, од којих су сви румунске националности.